# Michel Blazy
Pour les articles homonymes, voir Blazy.
Michel Blazy est un artiste français né à Monaco le 24 avril 1966. Depuis 20 ans, son travail est régulièrement montré dans les lieux d'art internationaux (musées ou galeries). Il a fait une école d’art à Nice, puis un post-diplôme à Marseille, avant de s'installer à Paris. Il bénéficie d’un atelier à l'Hôpital Éphémère, puis décide de s’installer sur L’Île-Saint-Denis avec d'autres artistes, dans le département de la Seine-Saint-Denis. Christine Sourgins associe Michel Blazy au mouvement de l'Arte povera" . En 2006, il fait l'objet de deux expositions simultanées à Versailles et Tokyo, puis il est de l'aventure Sudden Impact au Plateau à Paris.

## Travaux
Son travail est présent dans de nombreuses collections publiques dont le Musée national d’art moderne–Centre Pompidou, France ; le Museum of Old and New Art (MONA), Tasmanie ; le Musée d’art moderne de Paris, France ; le Nouveau Musée National de Monaco et une dizaine de fonds régionaux d’art contemporain en France (FRAC).
Plusieurs expositions lui ont été récemment consacrées, notamment : 
- Transmutation du savoir et conservation du champignon de la connaissance, Galerie Art&Essai, Rennes (2023) ;
- Six pieds sur Terre, Le Portique, Le Havre (2022)[2] ;
- Multiverse, La Loge, Brussels (2019) ;
- We Were The Robots, Moody Center for the Arts, Houston, TX (2019) ;
- Living Room II, Maison Hermès, Tokyo (2016) ;
- Pull Over Time, Art : Concept, Paris (2015) ;
- Bouquet Final 3, National Gallery of Victoria, Melbourne White Night (2013) ;
- Post Patman, Palais de Tokyo, Paris (2007)
- Le travail de Michel Blazy a fait partie de l’exposition Viva Arte Viva, curatée par Christine Macel lors de la Biennale di Venezia 2017.

## Quelques œuvres
- Méduse : bâche plastique, eau, colle papier-peint, feutre
- Araignées : purée de légumes, coton, fil de fer
- Dinoflagéle : feutre à l'eau, produit ménager sur papier, 42x29.7 cm
- Instant Mashed Patatoîde : champs de pommes de terre, irruption de betteraves, bouquets de spaghetti
- Cotonyop : coton, yaourt liquide fraise
- Irruption de betteraves : farine de blé, betterave, produit ménager
- The missing Garden : craie, eau
- Spirogyres : coton, lentilles, colle thermofusible
- Grand ver : coton, graines pour oiseaux domestiques
- Ver dur 2 : croquette pour chien
- Le voyage des météorites : coton, lentilles, papier aluminium de cuisine
- L'homme aux oreilles de porc : bacon, biscuits pour chiens, bois,colle,oreilles de porc,plexiglas
- Lasagne au four : colle polyester colorants arôme de synthèse
- Chocopoules : fil de fer, coton, crème chocolatée
- Bar à oranges : pelures d'oranges
- Bouquet Final : eau, bain moussante
- Sculpcure : peau d'orange pourrissante

## Expositions
- Pull Over Time, Le Portique (centre régional d'art contemporain du Havre) (2016)
- 2015 : Biennale d'art contemporain de Lyon
- 2012 : Trait papier, un essai sur le dessin contemporain, 13 mai - 12 août 2012, Musée des beaux-arts de La Chaux-de-Fonds.
- La Force de l'art II, Grand Palais (Paris) (2009)
- Post Patman, Palais de Tokyo (2007)
- Les Succulentes, Galerie Art : Concept, Paris (2003)

## Collections publiques
- FRAC Poitou-Charentes[3]
- Nouveau musée national de Monaco (NMNM)[4]

## Publications
- Michel Blazy, Paris, Manuella éditions/Le Plateau / Frac Ile-de-France, 2015, 704 p.